# Danganronpa: Trigger Happy Havoc
Danganronpa: Trigger Happy Havoc (ダンガンロンパ 希望の学園と絶望の高校生?, Danganronpa: Kibou no Gakuen to Zetsubou no Koukousei, Danganronpa: Academy of Hope and High School Students of Despair) è un videogioco d'avventura del genere visual novel thriller sviluppato da Spike.
Inizialmente pubblicato esclusivamente in Giappone per PlayStation Portable, il videogioco è stato convertito per iOS e Android e ha ricevuto un sequel dal titolo Danganronpa 2: Goodbye Despair. Il gioco ha raggiunto il mercato europeo e statunitense dopo una conversione per PlayStation Vita distribuita dalla Nippon Ichi, successivamente anche per Microsoft Windows, PlayStation 4, Nintendo Switch e Xbox One.
Per lo sviluppo il produttore Yoshinori Terasawa si è ispirato al videogioco Illbleed per Sega Dreamcast e al film Saw - L'enigmista.

## Trama
Danganronpa: Trigger Happy Havoc è ambientato in una prestigiosa accademia, la Hope's Peak Academy (希望ヶ峰学園?, Kibōgamine Gakuen). All'interno dell'istituto sono ammessi solamente i ragazzi che eccellono in una determinata categoria. Il protagonista, Makoto Naegi è uno studente normale che, sebbene non brilli in nessuna attività, si trova ad essere invitato presso l'accademia, dopo che il suo nome è stato estratto a sorte, come liceale particolarmente fortunato.
Appena entrato all'interno dell'accademia, perde conoscenza e al suo risveglio si ritrova in una delle classi. Ben presto realizza di essere intrappolato all'interno dell'edificio con ingressi e finestre sbarrate, insieme agli altri studenti della Hope's Peak Academy. Dietro il sequestro c'è Monokuma (モノクマ?), un robot a forma di orso, metà bianco e metà nero, che convocherà gli studenti in palestra per spiegare le regole dell'accademia. Consegnando una sorta di tesserino elettronico agli studenti, spiega che essi sono bloccati all'interno della scuola e per liberarsi, dovranno uccidere uno dei propri compagni senza essere scoperti.
Dopo aver tentato invano di distruggere Monokuma, Mondo Owada litiga inizialmente con Byakuya Togami, per poi colpire violentemente Makoto, mandandolo k.o.. Qualche ora dopo, il giovane si risveglia nella propria stanza e s'imbatte in Sayaka Maizono, ragazza che conosce fin dalle scuole medie, con cui instaura fin da subito un forte rapporto e che si offre di ricoprire il ruolo di suo assistente.
Nel frattempo Monokuma, qualche giorno dopo, tenta di dare un incentivo agli studenti affinché commettano un omicidio: consegna alcuni DVD relativi ai loro affetti, esortandoli ad uccidere uno dei loro compagni per scoprire cos'è successo ai propri cari. Quella stessa sera Sayaka, iniziando a temere per la sua incolumità, chiede a Makoto di scambiare le chiavi delle relative stanze. Tuttavia durante la notte la ragazza diventerà la prima vittima della scuola: il cadavere verrà scoperto nella doccia del bagno di Makoto.
Alla vista del corpo Makoto perde nuovamente i sensi e si risveglia in palestra, dove tutti gli studenti sono stati radunati da Monokuma, che spiega che per verificare che l'assassino che ha commesso il delitto sia riuscito a non lasciare indizi che lo incriminerebbero, si terrà un processo obbligatorio in cui la giuria è composta dagli stessi studenti, e che se riuscirà a non farsi scoprire potrà ottenere la propria libertà. Tuttavia Junko Enoshima si rifiuta di partecipare al processo, arrivando ad aggredire Monokuma che, per punizione, la trafigge a morte con numerose lance.
Nel susseguente processo, grazie all'aiuto della misteriosa studentessa Kyoko Kirigiri, Makoto dapprima riesce a difendersi dalle accuse di essere il colpevole, dato che la scena del crimine era la sua stanza, e in seguito a ricostruire gli eventi che hanno portato Leon Kuwata ad uccidere Sayaka. Dagli indizi e dalle testimonianze emerge infatti che Sayaka ha attirato Leon con l'inganno nella stanza di Makoto con l'intento di ucciderlo utilizzando un coltello da cucina, scambiando le targhette tra la sua stanza e quella del protagonista, per farlo risultare colpevole. Tuttavia il suo piano è stato rovinato dalla pronta difesa di Leon che, usando una spada che la stessa Sayaka aveva suggerito a Makoto di portare in stanza, le ha prima fratturato il polso e poi l'ha accoltellata a morte nel bagno. Usando le sue ultime forze la ragazza è riuscita tuttavia ad incastrare Leon, scrivendo nella doccia il suo nome con il sangue.
Spronati dalla ricostruzione dei fatti, gli studenti votano all'unanimità per la colpevolezza di Leon, che viene giustiziato da Monokuma con una brutale esecuzione: il giovane battitore viene legato ad un palo e colpito ripetutamente da una miriade di palle da baseball.
Il giorno seguente Monokuma convoca gli studenti in palestra per rivelare loro che ogni processo superato con successo permette di avere accesso a ulteriori aree della Hope's Peak Academy. Nel secondo piano i ragazzi scopriranno la presenza di una piscina e di una biblioteca, dove troveranno una lettera proveniente dalla direzione dell'accademia in cui si annuncia la chiusura a tempo indeterminato della struttura.
Qualche tempo dopo, poi, Monokuma convoca nuovamente gli studenti per presentare nuovi moventi per incentivarli all'omicidio, e quindi distribuisce ad ognuno di loro una busta contenente un personale segreto imbarazzante, minacciando di svelarli pubblicamente se non fosse stato commesso un crimine nelle successive 24 ore. Nonostante il tentativo di Kiyotaka Ishimaru di far condividere il contenuto della lettera tra gli studenti, per sventare la minaccia, alcuni ragazzi decidono di non confessare il loro segreto. La mattina seguente, poi, Makoto e Byakuya scoprono il corpo senza vita di Chihiro Fujisaki, crocifissa nello spogliatoio femminile della piscina. Una frase scritta con il sangue sul muro dietro il cadavere porta i ragazzi a ritenere che dietro l'omicidio ci sia il serial killer Genocide Jack. 
In seguito, non appena cominciato il processo Togami accusa Toko Fukawa di essere il serial killer, spiegando che quest'ultimo è affetto da disturbo dissociativo dell'identità e che la studentessa, dopo essere svenuta a causa dell'emofobia alla vista del cadavere, quando ha ripreso i sensi ha iniziato a comportarsi in maniera bizzarra; rivela inoltre che lei stessa gli ha rivelato il suo segreto. A questo punto Toko perde conoscenza e si trasforma in Genocide Jack, che continuerà ad essere accusato da Byakuya, finché interviene Makoto, che fa cadere le accuse notando differenze nel modus operandi tra lei e l'assassino del caso, giacché, infatti, il serial killer è solito uccidere solo persone di sesso maschile.
Successivamente emerge che Chihiro è in realtà un ragazzo e, grazie ad uno stratagemma di Kyoko, Mondo Owada viene spinto a tradirsi da solo, confessando l'assassinio, e viene indicato come colpevole. Al termine del processo, Monokuma spiega che il giovane si era macchiato di tale crimine, a causa del movente ricevuto: mentre, infatti, Chihiro era intenzionato a svelare a tutti il suo segreto e diventare più forte, Mondo non aveva la forza di ammettere la sua responsabilità nella morte del fratello. Per questo motivo, quando i due si erano incontrati nello spogliatoio maschile per allenarsi assieme, e il compagno gli aveva rivelato il suo segreto, Mondo, invidioso della sua forza di voler superare la sua debolezza, l'aveva colpito a morte con un manubrio e aveva nascosto il cadavere nello spogliatoio femminile. Era stato poi Byakuya, scoperto il corpo, a disporlo in maniera crocifissa e a lasciare la scritta sul muro per far cadere la colpa su Toko, mentre il biker si sbarazzava delle prove. In seguito Monokuma condanna Mondo, legandolo a una motocicletta e facendolo sfrecciare in una gabbia della morte, che elettrifica per liquefare il suo corpo, trasformandolo con un apposito macchinario in un vasetto di burro.
La mattina successiva, durante l'esplorazione delle nuove stanze accessibili dell'edificio, come l'infermeria e il terzo piano, Makoto giunto qui, nel magazzino dell'aula d'arte, trova una foto in cui sono ritratti Mondo, Leon e Chihiro sorridenti all'interno di un'aula senza lastre metalliche alle finestre. Una volta terminata l'ispezione dei nuovi locali, nel corso della riunione in sala mensa Aoi Asahina, che non si era unita all'esplorazione, racconta che durante la notte si è imbattuta nel fantasma di Chihiro all'interno dello spogliatoio adiacente al sentō. Quando gli studenti decidono di verificare le affermazioni di Hina, scoprono in realtà che ella si è imbattuta in un portatile nascosto in uno degli armadietti. Dopo che emerge che quello è stato riparato da Chihiro e nascosto lì nell'unica stanza dell'accademia priva di telecamere, prima di morire, all'interno del computer trovano un'avanzatissima intelligenza artificiale chiamata Alter Ego, che racconta di essere stato creato dal programmatore al fine di decifrare alcuni file presenti sul disco rigido e aiutarli ad uscire dalla scuola.
Dopo essere stati convocati in palestra da Monokuma che promette come movente una grossa somma di denaro, alcuni giorni dopo, gli studenti scoprono che il portatile è scomparso. In particolare Kiyotaka Ishimaru e Hifumi Yamada, i quali avevano sviluppato un certo attaccamento verso l'intelligenza artificiale, si accusano a vicenda. Dopo che gli studenti si ripromettono di partire l'indomani con le ricerche del computer, il giorno successivo, Makoto, assieme ad Hina e Sakura Ogami, si imbattono in Celestia Ludenberg all'interno della sala ricreativa del terzo piano che racconta di essere stata attaccata con un martello, lasciato sul pavimento, da un aggressore mascherato che ha rapito Hifumi, come testimonia una foto da lei stessa scattata. Il giovane viene trovato poco dopo in biblioteca, ferito alla testa e sanguinante, dopo l'attacco di Robo Justice (ジャスティス ロボ?), come ha denominato l'aggressore, che ha utilizzato un altro martello di legno. Dopo aver accompagnato in infermeria l'otaku, i ragazzi si dividono per l'accademia in cerca dell'aggressore. Tuttavia sentono le urla di Hifumi e accorrono in infermeria: il suo corpo viene ritrovato in una grande pozza di sangue, accanto ad un terzo martello. Mentre Celeste e Hina rimangono al primo piano, Makoto sale al terzo per avvisare gli altri, ma giunto all'interno del deposito del laboratorio di fisica, scopre il cadavere di Taka, anch'egli circondato dal sangue.
Ad un certo punto i due corpi scompaiono misteriosamente e, dopo una ricerca da parte degli studenti sopravvissuti, vengono ritrovati all'interno del magazzino dell'aula d'arte. Le ultime parole di Hifumi prima di morire sembrano indicare come colpevole Yasuhiro Hagakure, che durante il Periodo d'Indagine viene scoperto all'interno di un armadietto della piscina, con indosso il costume di Robo Justice. Nonostante i tentativi di discolparsi, il ragazzo viene fin da subito considerato il maggior sospettato, anche per la presenza nella sua stanza dei progetti del travestimento.
Durante il processo, tuttavia, Makoto e Kyoko discolpano Hiro e, tramite numerosi indizi, fanno notare che questo era stato incastrato dal vero colpevole. Nel corso del processo si scopre, quindi, che Hifumi è stato in realtà complice dell'assassino, col quale aveva collaborato durante la notte per uccidere Ishimaru; inoltre quando era stato trovato per la prima volta il suo corpo, egli aveva finto la sua morte per poi, una volta rimasto solo e approfittando che i compagni erano distratti, era scappato via per trasportare il corpo di Taka nel magazzino d'arte.
Alla fine Celeste viene incastrata come colpevole, e nonostante inizi ad agitarsi e tenti un'ultima disperata difesa ricordando la confessione finale di Hifumi, Makoto le rinfaccia di essere l'unica a non aver svelato il suo vero nome. Costretta ad ammettere il suo crimine, Celestia rivela di chiamarsi Taeko Yasuhiro, e confessa di aver ingannato Hifumi facendogli credere che Taka l'avesse costretta a rapire Alter Ego e che quello avesse organizzato un piano per ucciderlo e fuggire dalla scuola insieme al portatile. Il motivo per cui ha commesso il delitto era quello di ottenere i soldi di Monokuma con cui, insieme ai guadagni provenienti dalle precedenti vincite come giocatrice d'azzardo, avrebbe potuto realizzare il suo sogno di vivere in un castello circondata dagli uomini più attraenti del mondo che l'avrebbero servita.
Dopo aver consegnato a Kyoko una chiave, Celeste viene poi condannata a morte da Monokuma: simulando un rogo, la ragazza viene legata ad un palo e viene appiccato un incendio a un ammasso di paglia sotto di lei; tuttavia prima che le fiamme possano inghiottirla, Monokuma irrompe con un camion dei pompieri, sfrecciando su una rampa e travolgendola.
In seguito si scopre che la chiave ricevuta da Kyoko è quella di uno degli armadietti dello spogliatoio del sentō. All'interno Makoto e Kyoko trovano Alter Ego che sta continuando ad analizzare i dati, invitandoli a pazientare fino al giorno successivo. Cogliendo l'occasione dell'intimità, il ragazzo chiede ulteriori dettagli sulle azioni della compagna, che nonostante inizialmente riluttante, alla fine decide di fidarsi di lui e gli rivela la verità.
Giunta la notte, Makoto si dirige nel bagno maschile situato al secondo piano. Come indicato da Kyoko, il ripostiglio ospita un passaggio che conduce a una stanza segreta. Mentre Makoto analizza i documenti nella libreria, tra cui il registro con un misterioso messaggio, viene aggredito alle spalle da una figura mascherata che lo tramortisce. Al suo risveglio, l'intero contenuto della libreria è sparito. Mentre torna nella sua stanza sente dei rumori provenienti dalla palestra. Spiando dalla porta assiste ad un combattimento tra Sakura e Monokuma e, origliando la conversazione, si convince del fatto che Sakura sia la talpa dell'orso, che la minaccia ricordandole di avere degli ostaggi.
Il giorno seguente viene reso accessibile il quarto piano dell'edificio: nella sala professori Makoto trova un'ulteriore foto in cui sono raffigurati Celeste, Hifumi e Sayaka sorridenti in una classe priva delle piastre di metallo alle finestre. In sala musica Makoto racconta a Kyoto quanto successo nella stanza segreta, e la ragazza rivela che già sapeva che sarebbe potuto accadere qualcosa del genere, dato che già si era recata precedentemente lì e aveva letto il contenuto dei documenti della libreria. Subito dopo, tuttavia, nonostante le sollecitazioni della ragazza, Makoto non trova il coraggio di esprimere i suoi sospetti su Sakura, facendo arrabbiare Kyoko, con la quale più tardi avrà anche un diverbio.
Poco dopo gli studenti si recano nello spogliatoio dove Alter Ego, terminato l'analisi dei file sul computer, rivela che all'interno di essi vi è un piano messo in atto dal preside per isolare gli studenti dal mondo esterno per il resto della loro vita; le motivazioni sono legate a un incidente accaduto l'anno precedente di cui non si ha molte informazioni nei file del portatile.
Più tardi, dopo aver nuovamente convocato gli studenti in palestra, Monokuma decide di svelare che Sakura è una spia, e la ragazza ammette che ciò è vero e di aver ricevuto l'ordine di commettere un omicidio. Hina è l'unica che difende l'amica, mentre gli altri la considereranno inaffidabile e troppo pericolosa, tra i quali soprattutto Byakuya, con il quale Hina nei giorni successivi avrà continui ed accesi battibecchi, al termine di uno dei quali lo schiaffeggerà e gli augura di morire, e Toko, che invece qualche giorno dopo, trasformandosi in Genocide Jack, aggredisce e ferisce la ragazza, che viene portata da Makoto e Hiro in infermeria. Qui Sakura, venendo a conoscenza di ciò che è accaduto all'amica, diventa furibonda e decide di attuare un piano. Makoto e Kyoko nel frattempo, dopo essersi rappacificati e aver chiarito, in seguito, vengono convocati da Alter Ego, che chiede ai due di portare il computer nella stanza segreta e collegarlo alla rete scolastica con una porta Ethernet, così da permettergli di aiutarli a scappare dalla Hope's Peak. 
Dopo aver fatto ciò, tuttavia, essi vengono raggiunti da Hina che li porta al secondo piano e mostra loro Sakura seduta immobile all'interno della sala ricreativa, e quando quelli irrompono nella stanza, rompendo il vetro della porta, si accorgono che quella è deceduta. Durante il processo Hina accusa Byakuya, Toko e Hiro di essere i maggiori sospettati del caso dato che Sakura aveva fissato un appuntamento con loro. Allo stesso si erano presentati sia Hiro che Toko, ed entrambi si ritrovano ad aggredire involontariamente la ragazza, colpendola per due volte con delle bottiglie di vetro alla testa. Nonostante ciò si scopre che la compagna era sopravvissuta ad entrambe le aggressioni, e successivamente altri indizi, presentati da Byakuya, tra cui le impronte nel laboratorio di chimica, spingono Hina ad ammettere di essere lei la colpevole, affermando di aver avvelenato l'amica. In realtà Kyoko e Makoto sbugiardano la confessione e provano che era stata Sakura stessa ad uccidersi ingerendo il contenuto di una delle bottiglie di veleno del laboratorio di chimica, e successivamente Hina aveva tentato di coprire il suicidio e indirizzare i compagni alla conclusione sbagliata.
Terminato il processo, quando interrogata sul motivo di tale gesto, Hina li accusa di aver spinto l'amica a togliersi la vita, mostrando una lettera in cui quella si diceva disperata per la brutalità dei compagni nei suoi confronti, e che per questo aveva deciso di togliersi la vita. Monokuma tuttavia rivela di aver scritto lui la lettera, e poi legge il vero testamento di Sakura: qui quella rivela di essere stata costretta dall'orso ad essere sua spia dopo che quello aveva preso in ostaggio quelli del suo dojo, ai quali sarebbe accaduto qualcosa se non avesse ucciso nessuno. Per soddisfare tale richiesta, e soprattutto per placare i conflitti tra gli studenti a causa della scoperta del suo tradimento, Sakura aveva preso la decisione che l'omicidio l'avrebbe commesso su se stessa. Il gesto della ragazza, che nella lettera si dice onorata di sacrificarsi per la loro salvezza, spinge gli studenti ad abbandonare il gioco di Monokuma, e vedere solo in quest'ultimo il nemico da eliminare. Indispettito l'orso procede allora con l'esecuzione di Alter Ego, usando un escavatore con cui accartoccia il computer in una sfera. . In seguito poi rivela di essere sempre stato a conoscenza dell'esistenza dell'intelligenza artificiale e che, tra l'altro, aveva lasciato di proposito quei file nel portatile, data la scarsità di informazioni presenti negli stessi.
Poco dopo, quella stessa notte, Makoto viene svegliato da Kyoko che lo invita a raggiungerla al quarto piano, all'interno di una delle stanze bloccate. Dopo aver tentato di aprire la porta, viene prontamente sgridato da Monokuma, che, quando giunge anche Kyoko lì, ordina ai due di tornare immediatamente nelle loro stanze. Prima di tornare nel dormitorio Kyoko, tuttavia, sussurra a Makoto il nome Mukuro Ikusaba, dietro al quale si cela l'identità del sedicesimo studente e dell'Ultimate Disperazione.
La mattina seguente, dopo che gli studenti esplorano il quinto e ultimo piano della Hope's Peak, dove tra l'altro trovano un'aula con all'interno banchi rovesciati, sangue sparso ovunque e un odore nauseabondo, Byakuya interroga Kyoko circa la sua reale identità. In risposta la ragazza si giustifica affermando di soffrire di amnesia, ma il giovane, non credendole, le confisca le chiavi della stanza. Dopo che la ragazza se ne va, compare Monokuma furioso affermando che tra loro si nasconde un ladro che ha rubato il suo tesoro.
Più tardi Kyoko confessa a Makoto di aver sottratto una chiave dall'impugnatura simile alla testa di Monokuma dall'ufficio del preside, la cui serratura della porta era stata distrutta da Sakura. Ammette, poi, che la sera prima l'aveva usato per tenere distratto Monokuma mentre lei investigava per la scuola, e gli chiede quindi di fare altrettanto in modo che possa confermare la sua teoria secondo cui la persona che controlla Monokuma non può sorvegliarli e allo stesso manovrare il pupazzo meccanico. Messo in atto il piano, Makoto, intrattenendo Monokuma, scopre che Kyoko ha sottratto un altro oggetto oltre alla chiave, di cui l'orso, però, non fornisce ulteriori dettagli.
Il giorno seguente Kyoko scompare, riuscendo a confermare la sua teoria, dato che neanche Monokuma sa dove è finita. Durante la notte Makoto spossato e febbricitante, decide di andare a letto prima. In sogno inizialmente sente una voce, che subito capisce essere la sua, che ripete che il suo compito non è lasciare l'accademia; svegliatosi improvvisamente vede una figura mascherata armata di coltello di fronte a sé, e dopo aver perso nuovamente conoscenza, poco dopo al posto della figura vede Kyoko che tenta invano di dirgli qualcosa.
La mattina successiva, ripresosi, Makoto si imbatte in Hina che racconta che lei e gli altri studenti avevano tentato invano di contattarlo durante la notte e lo invita in palestra, dove assiste allo smantellamento di Monokuma, approfittando del fatto che, come Byakuya racconta, l'orso ha smesso di funzionare. Il ragazzo, quindi, esorta i compagni ad approfittarne per irrompere nell'ufficio del preside, e nonostante sia contrario, alla fine Makoto è costretto a seguire i compagni. Dopo aver trovato la porta dell'ufficio chiusa, il ragazzo ordina a Toko di recuperare il piccone che si trova in giardino per abbatterla; la ragazza torna poco dopo, tuttavia, trasformata in Genocide Jack, rivelando di essersi imbattuta in un cadavere. Gli studenti si precipitano nel giardino a verificare, scoprendo un corpo femminile con il volto coperto da una maschera, con un camice bianco e un coltello conficcato nello stomaco.
Makoto riconosce la maschera come quella dell'aggressore della notte prima, ma quando Genocide Jack tenta di sfilarla, una forte esplosione carbonizza parzialmente il cadavere della vittima. Accanto al corpo Makoto trova una chiave che permette l'accesso ad una stanza piena di schermi attraverso i quali Monokuma li monitorava. Esplorando la stanza, gli studenti trovano un televisore collegato ad un'antenna e, accendendolo, scoprono che esso trasmette su tutti i canali le immagini della telecamera presente nella stanza. A quel punto fa la sua apparizione Monokuma che spiega che fanno parte di uno show televisivo trasmesso in diretta in tutto il mondo e che la sua scomparsa era un trucco per far scoprire loro tali informazioni. Data la scoperta di un cadavere, rivela che quelli avrebbero dovuto, come sempre, partecipare ad un processo e scoprire il responsabile dell'omicidio.
Durante l'investigazione Makoto entra insieme a Byakuya nella stanza di Kyoko, e dato il sospetto che il cadavere appartenesse a lei, decide di aprire la lettera che la ragazza gli aveva dato prima di sparire. All'interno della stessa Makoto trova il profilo di Mukuro Ikusaba e scopre che era un soldato mercenario appartenente al gruppo Fenrir, i cui membri sono obbligati a tatuarsi l'emblema dell'omonimo lupo mitologico. Poco prima del processo, comunque, si scopre che Kyoko è ancora viva, e prima di entrare nell'aula del processo, svela a Makoto che la chiave rubata funge da passepartout per tutte le stanze della Hope's Peak e che durante quel tempo era stata nei dormitori del secondo piano.
Durante il processo Makoto svela che il tatuaggio sulla mano del cadavere conferma che esso appartiene a Mukuro. Tuttavia le accuse ricadono sul ragazzo e su Kyoko: entrambi non hanno alibi per l'ora del delitto, il coltello trovato sul cadavere era in custodia di Makoto, mentre l'altra possibile arma del delitto è facilmente riconducibile alla ragazza. Dopo che durante il processo entrambi continuamente respingono le accuse nei loro confronti, Makoto, pur realizzando che è una trappola ordita da Monokuma, per non far condannare Kyoko, finisce per essere considerato lui il colpevole e condannato dall'orso. Tuttavia durante l'esecuzione viene salvato all'ultimo momento da Alter Ego, che ha installato un virus nella rete scolastica, e finisce in una botola che porta alla discarica.
Più tardi Kyoko lo raggiunge, e per sdebitarsi per non aver svelato la sua bugia, gli rivela inoltre di aver recuperato parte delle sue memorie: la ragazza, quindi, ha scoperto di essere l’Ultimate Detective e che si era fatta ammettere alla Hope's Peak per poter rivedere suo padre, il preside dell'accademia, e tagliare i ponti con lui, per averla abbandonata da bambina.
Utilizzando la chiave in possesso di Kyoko, i due ragazzi ritornano nell'accademia, e, come suggerito dalla ragazza, vanno ad affrontare faccia a faccia Monokuma, accusandolo della morte di Mukuro. Sebbene non possiedano prove a sostegno di questa tesi, i ragazzi arrivano ad un accordo con l'orso: quest'ultimo assicura che verrà ripetuto il processo per individuare il colpevole dell'omicidio e verrà condotto in maniera equa, tuttavia in cambio gli studenti dovranno risolvere anche tutti i misteri che ruotano attorno alla Hope's Peak, per poter vincere e sconfiggerlo.
Dopo che i due ragazzi si riuniscono con gli altri studenti e li informano dell'accordo con Monokuma, quest'ultimo, dato inizio all'indagine, annuncia di aver reso accessibili tutte le aree precedentemente precluse agli studenti. Nell'esplorare i dormitori del secondo piano, Makoto e Kyoko si dirigono nella stanza dove alloggiava il preside, e sfruttando un passaggio segreto scoprono una stanza dove trovano le ossa dell'uomo contenute in una scatola regalo, nascosto dietro un passaggio segreto. Esplorando i vari luoghi dell'indagine, gli studenti scoprono via via sempre più indizi che fanno ipotizzare una precedente conoscenza tra i ragazzi.
Iniziato il processo Monokuma prende posto tra gli studenti. Poco dopo Makoto svela che le foto che l'orso aveva consegnato loro durante l'indagine erano una trappola per fare in modo che gli studenti iniziassero a dubitare l'uno dell'altro, poiché all'interno di esse era assente il destinatario di ciascuna foto. Nonostante scoperto il suo piano, Monokuma spinge la conversazione nuovamente sulla morte di Mukuro. Il protagonista fa emergere che colui che controlla l'orso si trova all'interno della scuola, dato che lui e Hina avevano trovato una stanza con un pannello di controllo in cui poter far apparire un Monokuma e manovrarlo. Successivamente Makoto lo accusa di essere anche la persona che aveva tentanto di aggredirlo durante la notte ed inoltre, col contributo di Kyoko, dimostra che il cadavere ritrovato era morto da giorni, come dimostrano le ferite lungo il corpo. A supporto della ricostruzione è l'assenza del corpo appartenente al decimo studente ucciso nel laboratorio di biologia al quinto piano adibito ad obitorio.
Viene quindi dimostrato che Mukuro è stata inizialmente uccisa da Monokuma nei panni di Junko Enoshima e successivamente il suo cadavere era stato usato come depistaggio per scoprire il vero colpevole, ovvero la vera Junko. Scoperta, quella abbandona i panni di Monokuma e svela quindi la sua identità, spiegando che Mukuro era la sua sorella gemella e le aveva concesso di vestire i suoi panni da Ultimate Fashionista, anche se non si era fatta scrupoli di liberarsi di lei ed ucciderla, ritenendola incapace di imitarla.
Dopo aver spinto gli studenti a soffermarsi sui restanti misteri da risolvere, come indizio Junko decide di mostrare il mondo esterno, come un luogo dove, a causa della sua influenza, regna la disperazione e la completa distruzione, e in cui sono eretti monumenti come la Statua della Libertà o la Sfinge con le fattezze dell'orso. Sfruttando le memorie di Genocide Jack, i ragazzi quindi ricostruiscono gli eventi degli ultimi due anni: in seguito alla catastrofe che si è abbattuta sul mondo, il preside aveva trasformato la Hope's Peak in un rifugio in cui tenere al sicuro dal mondo esterno gli studenti, in modo che essi potessero essere la speranza per la rinascita della società in futuro; egli, tuttavia non aveva previsto il piano delle gemelle che erano riuscite ad introdursi nella scuola e a costringere gli studenti ad uccidersi a vicenda, dopo aver eliminato le loro memorie, e filmandoli in diretta mondiale in modo da distruggere la speranza nei superstiti.
Svelata la verità, a questo punto Junko dichiara il processo terminato e spinge gli studenti a votare tra disperazione e speranza. Astenendosi dalla votazione, dichiara che se solamente uno di loro non si fosse espresso per la seconda opzione, li avrebbe condannati a vivere lì il resto della loro vita. Vista però l'insistenza di Makoto ad opporlesi, cambia idea e afferma che se non avessero votato all'unanimità a favore della speranza, il ragazzo sarebbe stato l'unico ad essere condannato a morte.
Il protagonista non si fa scoraggiare dalle parole di Junko e infonde in questi ultimi la speranza per convincerli ad abbandonare la scuola. Junko allora, sconfitta, decide di auto-infliggersi una punizione speciale, sottoponendosi a tutte le esecuzioni attuate in precedenza, finendo infine per essere schiacciata dal compattatore, lasciando ai sopravvissuti un telecomando.
Nell'epilogo del gioco, i ragazzi abbandonano l'accademia sbloccando l'enorme portone blindato con l'aiuto del dispositivo ritrovato. Dopo i titoli di coda compare Monokuma, confermando che la morte di Junko fosse solamente una montatura.

### Personaggi

Gli studenti della Hope's Peak Academy. Al centro, Makoto Naegi.

Durante lo sviluppo di Danganronpa, la creazione dei personaggi è stato uno dei fulcri del progetto. Nel videogioco sono presenti in tutto sedici tra ragazzi e ragazze, a cui si aggiungono i personaggi di Monokuma e il preside della scuola, padre di Kyoko Kirigiri.
Makoto Naegi (苗木 誠?, Naegi Makoto)Protagonista del gioco. Ragazzo normale, è un personaggio molto amichevole che non ha nessuna caratteristica evidente rispetto agli altri studenti dell'accademia. Considerato inizialmente molto fortunato, viene alla fine considerato la speranza dei suoi compagni.
Kyoko Kirigiri (霧切 響子?, Kirigiri Kyōko)Detective e ragazza misteriosa. Inizialmente molto fredda con il protagonista, svolgerà un ruolo decisivo nel corso dei processi. È figlia del preside della Hope's Peak.
Sayaka Maizono (舞園 さやか?, Maizono Sayaka)Idol ed ex-compagna di Makoto. Stringerà subito amicizia con il ragazzo, tentando poi di incastrarlo.
Byakuya Togami (十神 白夜?, Togami Byakuya)Erede della famiglia Togami, Byakuya si rivelerà di grande aiuto durante le indagini di Makoto. Originariamente doveva essere l'antagonista del ragazzo.
Toko Fukawa (腐川 冬子?, Fukawa Tōko)Celebre scrittrice molto timida. Soffre di disturbo dissociativo dell'identità, nascondendo l'indole della serial killer Genocide Jill (ジェノサイダー翔?, Jenosaidā Shō, Genocider Syo). Entrambe le personalità, che non condividono i ricordi, provano attrazione non corrisposta nei confronti di Byakuya.
Chihiro Fujisaki (不二咲 千尋?, Fujisaki Chihiro)Programmatore travestito da ragazza. È lo sviluppatore di Alter Ego, una intelligenza artificiale che aiuterà i ragazzi nel corso del gioco.
Kiyotaka Ishimaru (石丸 清多夏?, Ishimaru Kiyotaka) detto TakaStudente modello, stringerà un'amicizia quasi fraterna con Mondo, arrivando a imitarne alcuni comportamenti dopo la sua scomparsa.
Hifumi Yamada (山田 一二三?, Yamada Hifumi)Otaku e mangaka, ha un debole per le ragazze dell'accademia.
Celestia Ludenberg (セレスティア・ルーデンベルク?, Seresutia Rūdenberuku) detta CelesteGiocatrice d'azzardo e abile manipolatrice, riesce a manovrare Hifumi. Il suo vero nome è Taeko Yasuhiro (安広 多恵子?, Yasuhiro Taeko).
Sakura Ogami (大神 さくら?, Ōgami Sakura)Esperta in arti marziali, ha un fisico da lottatore che genera dubbi riguardo al suo genere.
Aoi Asahina (朝日奈 葵?, Asahina Aoi) detta HinaAbile nuotatrice che eccelle in numerose discipline sportive. Golosa di ciambelle, è amica di Sakura.
Yasuhiro Hagakure (葉隠 康比呂?, Hagakure Yasuhiro) detto HiroChiaroveggente, è il più anziano degli studenti. Espone spesso teorie fantasiose e assurde.
Mondo Owada (大和田 紋土?, Ōwada Mondo)Teppista bōsōzoku, è il capo della gang Crazy Diamonds, originariamente controllata dal fratello Daiya.
Leon Kuwata (桑田 怜恩?, Kuwata Reon)Stella del baseball con il sogno di abbandonare lo sport per dedicarsi alla musica.
Junko Enoshima (江ノ島 盾子?, Enoshima Junko)Top model e gemella di Mukuro, è in grado di cambiare personalità. Controlla Monokuma.
Mukuro Ikusaba (戦刃 むくろ?, Ikusaba Mukuro)Soldato mercenario e sorella di Junko. Finge di essere la gemella, ma viene uccisa da Monokuma.
Monokuma (モノクマ?)Orso radiocomandato che controlla l'accademia. È doppiato da Nobuyo Ōyama.
Alcuni dei personaggi inizialmente previsti includevano un robot, un musicista e un entomologo.

## Modalità di gioco
Nel videogioco si vestiranno i panni di Naegi Makoto, uno degli studenti dell'accademia. Il videogioco è suddiviso in sei capitoli dalla durata variabile. Ogni episodio ruota attorno ad un processo, organizzato da Monokuma, in cui è necessario trovare il colpevole dei delitti occorsi nel corso dell'episodio.
Fuori dal processo è possibile esplorare l'edificio: durante il periodo diurno (che va dalle 7 AM alle 10 PM) è possibile accedere alle varie stanze dell'Accademia e, nel tempo libero, interagire e fare amicizia con gli altri studenti. È inoltre possibile donare oggetti ai vari personaggi non giocanti, acquistabili dalla Macchina Monomono, utilizzando le Medaglie Monokuma ottenibili sia analizzando vari elementi presenti nelle stanze dell'accademia che al termine dei processi. Tramite l'interazione con gli studenti, è possibile raccogliere informazioni utili sul passato dei personaggi, ricevere Abilità o Punti Abilità. Durante il periodo notturno alcune aree dell'accademia risulteranno inaccessibili.
Nel caso uno studente venga ucciso da un partecipante dell'accademia, Monokuma ne annuncerà l'omicidio nel momento in cui tre testimoni s'imbatteranno nel suo cadavere. In seguito all'annuncio Makoto e gli altri partecipanti al processo inizieranno la raccolta di indizi, prove e testimonianze che vanno ad arricchire le munizioni utilizzabili nel corso del processo. Il processo si svolge in un'apposita stanza solitamente non accessibile, raggiungibile tramite ascensore.
Il processo è suddiviso in diverse modalità di gioco:
Nonstop Debate
Durante il dibattito, i ragazzi tenteranno di fornire i loro argomenti riguardanti i vari misteri da risolvere. In presenza di una contraddizione o di un'inesattezza, Makoto potrà presentare una delle prove a sua disposizione per confutare le affermazioni degli studenti. In questa fase le frasi che devono essere analizzate sono marcate in colore giallo e possono essere trasformare in pallottole per contestare altre affermazioni presenti nella discussione. Per rendere più arduo il compito, saranno inoltre presenti scritte di colore viola, che rappresentano chiacchiere tra gli studenti, che possono essere colpite per accumulare secondi extra.
Hangman's Gambit
In questa fase è necessario colpire alcune lettere che appaiono brevemente sullo schermo al fine di comporre una parola chiave utile a proseguire nell'indagine.
Bullet Time Battle
Durante questa fase, bisognerà confrontarsi con un altro personaggio che tenterà di confutare le accuse di Makoto. In questo minigioco ritmico è necessario colpire le singole affermazioni, distruggendo tutti i balloon e presentando la prova definitiva a supporto della propria tesi.
Closing Argument
Nella fase finale è necessario ricostruire l'omicidio inserendo in una sorta di manga i vari tasselli in ordine temporale (da destra a sinistra) al fine di smascherare l'assassino che, una volta scoperto, verrà condannato da Monokuma.
Durante il processo è presente una barra che indicano i punti ferita del giocatore, rappresentata da una serie di cuori. Una volta esaurita, Makoto verrà considerato inattendibile da parte degli altri studenti. Durante la discussione è inoltre visibile una seconda barra, composta da stelle, che permette di rallentare il tempo, aumentando le possibilità di colpire le affermazioni errate.

### Modalità Scuola
È un mini-gioco introdotto nella versione PS Vita di Danganronpa: Trigger Happy Havoc sbloccabile non appena completata la storia principale una prima volta. Come quest'ultima, tale modalità ha inizio dopo che Makoto entra nella Hope's Peak e perde conoscenza risvegliandosi poi in una delle classi; la scena però ha inizio quando il giovane si ritrova nell'atrio dell'accademia, assieme ad alcuni degli altri studenti con cui aveva da poco fatto conoscenza e discusso della loro situazione, e che erano rimasti lì preoccupati dal fatto che aveva perso nuovamente conoscenza. Raggiungendo il resto dei compagni nella palestra, dove Monokuma li aveva convocati per la cerimonia d'apertura, dopo aver fatto la sua presentazione, l'orso però interrompe la cerimonia dichiarandosi depresso e triste per essersi dimenticato di costruire sue repliche, per cui non può neanche dare inizio alla loro vita scolastica all'interno dell'accademia, dato che se si fosse rotto, questa sarebbe terminata. Quello, allora, decide di spingere gli studenti a costruire tali repliche e dinnanzi alle obiezioni di questi, dapprima fa notare loro che non hanno alcuna via d'uscita se anche volessero abbandonare la scuola, e poi li minaccia affermando che li avrebbe spinti a cominciare fin da subito ad uccidersi a vicenda; alla fine, comunque, promette loro che una volta terminato il periodo lavoro di costruzione delle repliche, durante il quale avrebbe assicurato loro cibo, vestiti, alloggio ed assistenza di qualsiasi genere, e dato inizio la vita scolastica, li avrebbe aiutati a cercar di scappare dalla scuola. Gli studenti, ancora alquanto confusi, discutendo sul da farsi, alla fine si rendono conto che non hanno altre possibilità, che fare ciò che l'orso aveva chiesto loro di fare e lavorare assieme e condurre una pacifica vita comunitaria.
Come in seguito spiegato da Monokuma, la Modalità Scuola si svolge in 50 giorni, durante i quali l'orso incarica gli studenti di costruire entro un certo periodo limitato di giorni una specifica replica richiesta. Il materiale per costruire le repliche potranno essere trovati in giro per la scuola, e sta al giocatore organizzare i lavori di raccolta, incaricando ogni studente di compiere un determinato compito. Durante tali attività di ricerche la Hope's Peak si sporcherà, e quindi oltre ai turni di raccolta dei materiali, il giocatore deve anche incaricare uno o più studenti ai turni di pulizia della scuola, o altrimenti, se la barra che rappresenta il livello di pulizia dell'accademia si esaurisce, Monokuma furioso costringerà tutti loro a dedicarsi alle pulizie, facendo perdere un giorno di raccolta. Sia nel lavoro di raccolta oggetti, sia in quello di pulizia, gli studenti si affaticheranno ed è quindi importante tenere d'occhio le condizioni di ognuno di essi e far riposare quelli stanchi e affaticati, per evitare che possano esaurire le loro forze ed essere indisponibili per qualche giorno; d'altra parte, ogni giorno, uno di essi dichiarerà di essere in forma e potrà quindi essere più efficiente del solito e il giocatore potrà usarlo per i compiti più importanti (a prescindere dal livello che avrà di capacità di raccogliere materiali o di pulire).
Ogni settimana Monokuma concede agli studenti un giorno libero, e per premiare il lavoro consegna loro oggetti che il giocatore potrà usare, ad esempio, per far aumentare il livello di raccolta materiali o di pulizia, o far recuperare salute ed energia ad uno degli studenti; se poi si porterà a termine il compito, costruendo una replica nel periodo di tempo prestabilito, l'orso premia il protagonista dandogli dei Biglietti Viaggio da poter usare nel tempo libero dopo ogni sessione di lavoro giornaliera, per poter passare del tempo da solo con qualcuno dei compagni, con cui approfondire il rapporto e aumentare il livello di legame (che può essere monitorato parlando con Monokuma), recandosi in una delle zone della Hope's Peak e scegliendo un argomento di dialogo che possa interessarlo. Raggiunto il livello massimo di legame con un compagno o una compagna, si affronta un evento "Trigger Happy Heart", molto simile al "Nostop Debate" dei processi della storia principale, in cui però non ci sarà alcun limite di tempo e Makoto, riuscendo a leggere nei pensieri del compagno, dovrà colpire una sua parola attraverso una pallottola di "Conferma" o "Negazione"; in base alla scelta fatta il compagno potrebbe irritarsi, annoiarsi o non apprezzare ciò che il protagonista dice, o viceversa trovare interessante, apprezzare ed essergli grato cosicché poi da ottenere una scena finale speciale con lo stesso (occorre aver prima, però, aver completato le report card di ogni personaggio).
Giunto il 51º giorno, gli studenti si radunano in palestra come annunciato la sera prima da Monokuma, e qui l'orso li ammonisce di aver perso tempo e non essersi impegnati a fargli repliche decenti, e quando quelli obiettano, quello si infuria e dichiara che ha deciso di dare inizio alla loro vita scolastica e, per stimolarli a lavorare bene, impone che ogni volta che non avessero soddisfatto le sue aspettative, uno di loro sarebbe stato scelto come rappresentante di classe e sarebbe stato punito per dare loro una lezione, e poi annuncia che Makoto sarebbe stato il primo ad essere punito. Ma mentre viene annunciato che è il momento dell'esecuzione, una delle repliche, il Warlockuma, prende vita esclamando che non permette che questa tirannia vada oltre, e rivela di essere Usami, un "meraviglioso messaggero dal futuro", che è giunta lì grazie al miracolo che tutti loro avevano sperato e desiderato, ed intima Monokuma di arrendersi, e alla fine dopo essere stato attaccato e sconfitto, quest'ultimo è costretto ad arrendersi e consegnare ad Usami il bottone per il portone principale, e poi scappa via.
Dinnanzi alla reazione confusa e sconcertata degli studenti, Usami rivela di essere il legame che avevano creato lì, che rappresenta un frammento di speranza e la luce dal futuro che avrebbe segnato le loro strade. Ella quindi consegna a Makoto il bottone e dice loro che con esso avrebbero aperto il portone e sarebbero riusciti a scappare dalla scuola, e a sentir ciò gli studenti manifestano la loro felicità e dopo che il protagonista la ringrazia per ciò che ha fatto per loro, Usami li avvisa di non dimenticare del tempo che hanno passato assieme e della speranza che hanno costruito, e di non arrendersi mai alla disperazione, e dopo ciò muore. Dopo qualche attimo di confusione e dubbio, alla fine quelli comprendono che ciò che Usami aveva voluto dire loro è che i loro legami erano la speranza, con i quali ognuno di loro sarebbe stato la luce che avrebbe illuminato il proprio futuro, e dopo essersi ripromessi che anche una volta fuori l'accademia si sarebbero rivisti, scappano via dalla Hope's Peak sani e salvi.

## Sequel
Danganronpa 2: Goodbye Despair (スーパーダンガンロンパ2 さよなら絶望学園?, Sūpā Danganronpa Tsū: Sayonara Zetsubō Gakuen, Super Danganronpa 2: Goodbye Despair Academy) è il sequel del videogioco pubblicato in Giappone per PlayStation Portable nel luglio 2012. L'anno seguente il videogioco è stato incluso in Danganronpa 1・2 Reload, una conversione per PlayStation Vita dei due titoli della serie, distribuito anche negli Stati Uniti d'America e in Europa dalla NIS America nel settembre 2014.
Le modalità di gioco del sequel non si discostano molto dal titolo precedente. Il videogioco è ambientato sull'Isola Jabberwock, dove quindici studenti e l'insegnante Usami saranno costretti da Monokuma a partecipare a un nuovo gioco di uccisioni.

## Anime
Danganronpa: The Animation (ダンガンロンパ?) è una serie televisiva anime ispirata al gioco. Prodotta dallo studio Lerche e diretta da Seiji Kishi, è composta da 13 episodi trasmessi originariamente sull'emittente televisiva giapponese MBS dal 4 luglio al 26 settembre 2013. L'anime è stato inoltre andato in onda sulle reti TBS, CBC e BS-TBS e distribuito su Blu-ray Disc e DVD.

## Manga
Danganronpa: Trigger Happy Havoc ha ricevuto anche due trasposizioni manga. La prima, Danganronpa: Kibō no Gakuen to Zetsubō no Kōkōsei (ダンガンロンパ 希望の学園と絶望の高校生?), composta da Hajime Touya, è stata pubblicata da Famitsū Comic Clear della Enterbrain tra il 24 giugno 2011 e il 18 ottobre 2013, e racconta le vicende attraverso il punto di vista degli altri studenti.. Il secondo invece Danganronpa: The Animation (ダンガンロンパ 希望の学園と絶望の高校生: The Animation?), è l'adattamento dell'anime del gioco, illustrata da Samurai Takashi, pubblicata sulla Shonen Ace della Kadokawa Shoten dal luglio 2013 fino a quello del 2014. Sono stati diffusi anche una fanbook ufficiale e vari antologie di fumetti del gioco e del suo sequel, ed anche due light novel: una intitolata Danganronpa/Zero (ダンガンロンパ/ゼロ?), suddivisa in due volumi usciti tra il 15 settembre e il 13 ottobre 2011, che racconta vicende antecedenti agli eventi del gioco, e viene descritto come Junko Enoshima ha ideato e sviluppato il suo piano; l'altra, Danganronpa Kirigiri (ダンガンロンパ霧切?), scritta da Takekuni Kitayama e illustrata da Rui Komatsuzaki, anch'essa pubblicata in due volumi a partire dal 13 settembre 2013, che racconta un episodio del passato di Kyoko Kirigiri.

## Accoglienza
La rivista Play Generation diede alla versione per PlayStation 4 un punteggio di 85/100, apprezzando l'originalità della struttura, la qualità dei dialoghi e la caratterizzazione dei personaggi, ma come contro i limiti del genere, ovvero il fatto che fosse pesante da seguire e non era stato adattato neanche nei testi, finendo per trovarlo un titolo dai dialoghi un po' pesanti, anche per gli standard del genere, ma si rivelava una perla di originalità, affermando che bisognava avere una buona conoscenza della lingua inglese per goderselo.